# Joachim Merk
Joachim Merk (* 29. Juni 1976 in Ludwigshafen am Rhein) ist ein deutscher Ökonom und Professor für Betriebswirtschaftslehre an der SRH Fernhochschule.

## Leben
Nach dem Studium der Betriebswirtschaftslehre an der Universität Mannheim mit den Studienschwerpunkten Public und Nonprofit Management, Personalwirtschaft, Betriebliche Steuerlehre und Steuerrecht und der Diplomarbeit mit dem Titel "Mitgliedermarketing am Beispiel der Akquirierung von Klein- und Mittelunternehmen" promovierte er 2007 ebenfalls an der Universität Mannheim bei Peter Eichhorn am Lehrstuhl für ABWL, Public & Nonprofit Management der Universität Mannheim. Seit 2007 ist er auch Geschäftsführer des OPINIO Forschungsinstitut GbR, Mannheim.
2011 wurde Merk Professor an der SRH Fernhochschule – The Mobile University und Studiengangsleiter Wirtschaftspsychologie sowie Prävention und Gesundheitspsychologie und 2014 zum Prorektor Lehre.

## Werke (Auswahl)
- mit Anke Rahmel: Hospital Employer Attractiveness considering the increasing Shortage of skilled Medical Professionals – A German Review. In: Journal of Biosciences and Medicines. Heft 4, 6. Februar 2017. (PDF)
- mit Julia Sander, Wolfram Behm: Hochschulbildung 2.0 – Die Zukunft gehört dem flexiblen Studium. In: J. Winterberg, Schulze-Seehoff: Herausforderung Management. Heidelberg 2016, S. 117–1335.
- mit Peter Eichhorn: Das Prinzip Wirtschaftlichkeit: Basiswissen der Betriebswirtschaftslehre. 4. Auflage. Berlin 2016.
- mit Anke Rahmel, Simone Kunert: Arbeitgeberattraktivität von Krankenhäusern vor dem Hintergrund des zunehmenden ärztlichen Fachkräftemangels – Ein Review. In: R. Andessner u. a.: Ressourcenmobilisierung durch Nonprofit-Organisationen – Theoretische Grundlagen, empirische Ergebnisse und Anwendungsbeispiele. Linz 2015, S. 314–324.
- mit Paul Bomke, Anita Hausen, Anke Rahmel: Einführung in die Arbeitgeberattraktivität. In: Joachim Merk, Paul Bomke, Anita Hausen, Anke Rahmel: Arbeitgeberattraktivität vor dem Hintergrund des Fachkräftemangels. Lage 2014, S. 11–14.
- mit Anke Rahmel: Familienbewusst Gesundheitfördern – Praxisleitfaden für Arbeitgeber zu familien- und gesundheitsbewusster Personalpolitik. Mitwirkung an der zugehörigen Broschüre der Metropolregion Rhein-Neckar. 2014. (m-r-n.com)
- mit Andreas Bareiß: Herausforderung Einweiserzufriedenheit am Beispiel SRH-Kliniken: Befragung einweisender Ärzte ermittelt Zufriedenheit und mögliche Ansatzpunkte für Optimierungen. In: KTM Krankenhaus Technik + Management – Die Fachzeitschrift für den HealthCare-Markt. Heft 6, 2014, S. 22–25.
- mit Martin Knoke, Mirjam Schneider-Pföhler, Katharina Spraul (Hrsg.): Das Publicness-Puzzle – Öffentliche Aufgabenerfüllung zwischen Staat und Markt. Lage 2014.
- mit Paul Bomke, Anita Hausen, Anke Rahmel (Hrsg.): Arbeitgeberattraktivität vor dem Hintergrund des Fachkräftemangels bei Ärzten. Lage 2014, ISBN 978-3-89918-227-9.
- mit Andreas Bareiß, Anne Meister: Neue Strukturen: Kooperationsformen zwischen Markt und Staat. In: Martin Knoke u. a.: Das Publicness-Puzzle – Öffentliche Aufgabenerfüllung zwischen Staat und Markt. Lage 2014, S. 281–285.